# Асильдеров, Серажутдин Камильевич
Серажутдин Камильевич Асельдеров (1971, Махачкала, Дагестанская АССР, РСФСР, СССР) — российский спортсмен, специализируется по ушу. 

## Спортивная карьера
Ушу-саньда начал заниматься с 1991 года в махачкалинском спортивном клубе «Триада». Тренеры Расул Чотанов и Халил Туралов. В 1993 году стал обладателем Кубка России и Кубка Европы. В 1994 году стал серебряным призёром чемпионата Европы.

## Спортивные достижения
- Кубок России по ушу-саньда 1993 — ;
- Кубок Европы по ушу-саньда 1993 — ;
- Чемпионат Европы по ушу-саньда 1994 — ;

## Личная жизнь
В 1988 году окончил школу № 26 Махачкале.